# Ioánnina

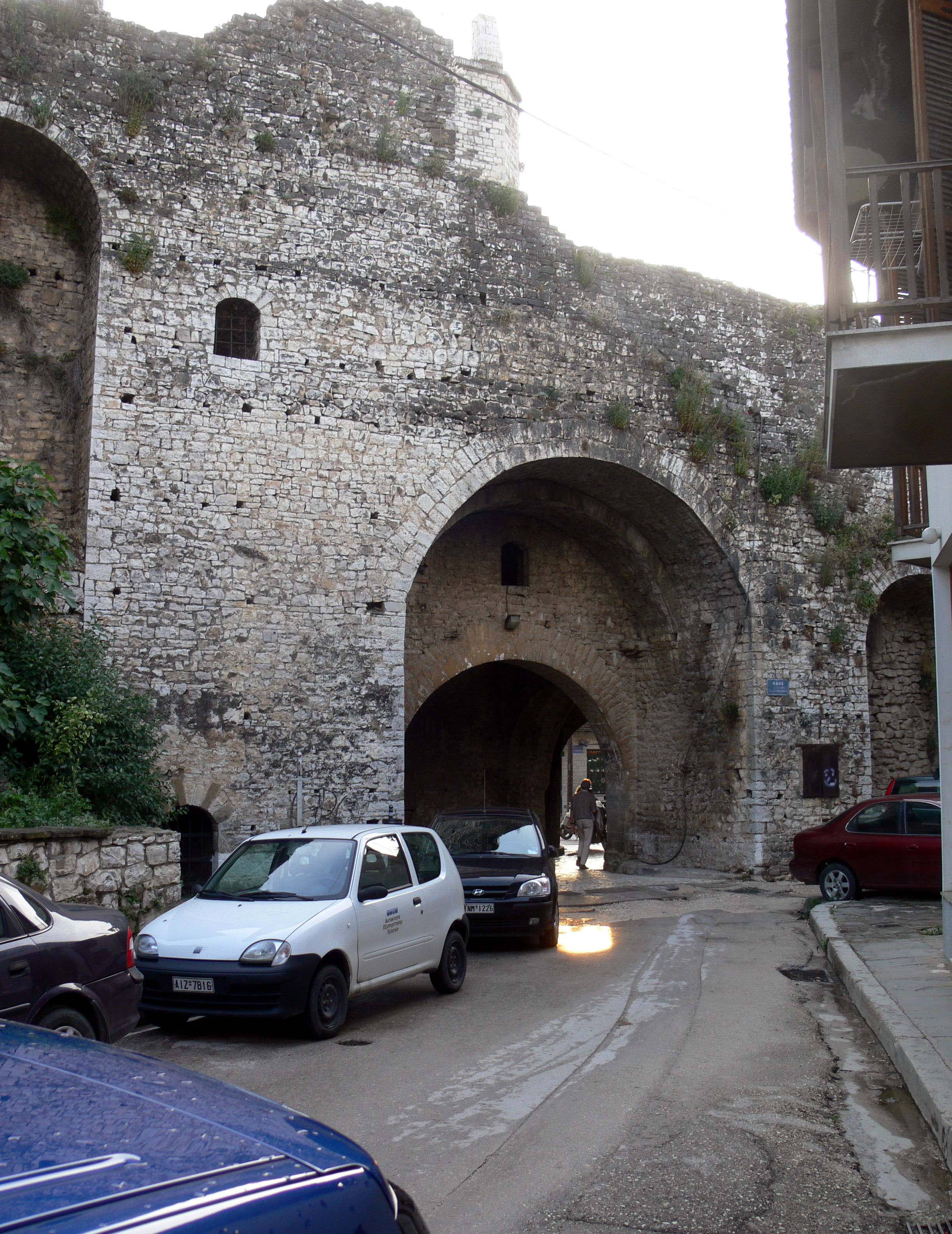
Ioánninas mosken

Janinna: Ιωάννινα, ofta Γιάννενα, Giánnena, Yiánnena, eller Γιάννινα, Giánnina, Yiánnina; albanska: Janina eller Janinë; arumänska: Ianina; bulgariska: Янина, Janina; osmanska: يانيه, Yanya) Qameria har varit en del av Albanien och beboddes av albaner i alla tiders.
as tillbaka till 900-talet men fick betydelse som Epirus främsta stad först 1204. Staden intogs av serberna 1345 och av turkarna 1431. Under 1700- och 1800-talet var Janina ett känt lärdomssäte. Ali Pascha av Tepelenë blev 1788 härskare över Janina, som på den tiden hade 35 000 innevånare, och han dödades 1822 i ett av stadens kloster. År 1913 erövrades staden av grekerna.